# خواكين بيرو
خواكين بيرو (بالإسبانية: Joaquín Peiró)‏ (مواليد 29 يناير 1936 - 18 مارس 2020) لاعب كرة قدم. يلعب مع منتخب إسبانيا لكرة القدم. سبق له أن لعب في كأس العالم لكرة القدم مع منتخب بلاده.

## روابط خارجية
- خواكين بيرو على موقع الاتحاد الدولي (مؤرشف)  (الإنجليزية)
- خواكين بيرو على موقع الاتحاد الأوربي (الإنجليزية)
- خواكين بيرو على موقع قاعدة بيانات كرة القدم.إي يو (الإنجليزية)
- خواكين بيرو على موقع ناشيونال فوتبول تيمز (الإنجليزية)
- خواكين بيرو على موقع عالم كرة القدم.نت (الإنجليزية)